# 패권안정론
패권안정론(覇權安定論, 영어: Hegemonic Stability Theory, HST)은 국제관계론 및 국제정치경제학의 이론, 특히 현실주의의 계보에 자리잡은 이론이다. 패권안정론에서는, 하나의 국민국가가 세계적인 지배적 대국, 즉 패권국일 때, 국제 시스템이 안정된다고 주장한다. 외교, 강제력, 설득 따위를 통해 패권국이 리더십을 행사할 때, 국제에서는 「힘의 우위성」을 행사하는 것이다. 이러한 것은, 국제정치 및 국제경제에서의 모든 관계의 규율과 배치를 지배하는 국가의 능력, 즉 패권이라 불린다.
패권에 관한 연구에는 두 학파가 있는데, 현실주의파와 시스템학파로 크게 나누어진다. 두 주요한 이론이 이들 학파에서 등장해왔다. 로버트 코헤인이 최초로 「패권안정의 이론」이라고 부른 것은, 현실주의학파의 두 가지 주요한 접근으로서, A. F. 케네스 오르간스키의 권력이행이론과 합류했다. 조지 모델스키에 따라 제창된 장기파동이론과 이매뉴얼 월러스틴이 주장하는 세계경제이론이 시스템학파에서 파생되어 등장한 두 가지 주요한 접근이다.
찰스 킨들버거는 패권안정론에 밀접하게 관련된 연구자 중 한 명이다. 사실, 그는 패권안정론의 창조자로 여겨지고 있다. 킨들버거는 1973년의 저서 『대공황의 세계 1929-1939』에서 세계공황을 가져온 제1차 세계대전과 제2차 세계대전 사이의 경제 혼란은, 지배적 경제를 가진 세계적인 지도국의 결여를 그 요인이라 할 수 있다고 논했다. 이 생각은 경제적 사고 이상의 것에 이르고 있었다. 패권안정론의 배후에 있는 중심적 생각은, 정치에 있어서든 국제법에 있어서든, 글로벌 시스템의 안정이 시스템의 규율을 만들어내어 집행하는 패권국에 의존하고 있는 것이다.
킨들버거에 덧붙여 패권안정론의 발전에서의 중요한 인물로는 조지 모델스키, 로버트 길핀, 로버트 코헤인, 스티븐 크래스너 등이 있다.

## 패권국의 대두
국민국가가 패권국의 수준으로 대두하기 위해서는, 충분한 지정학적 안전을 가지고 있지 않으면 안된다. 많은 패권국은 지리적으로 말하면 반도국(半島國) 혹은 도국(島國)이며, 이 지리적 조건이 더욱 높은 안전을 제공한다. 또한 군사력을 전개하는 능력으로서 해군력이 불가결하다.
패권국이 반도국 또는 도국이 아닌 경우도 있다. 하지만, 이를테면 미합중국은 사실 상 섬나라이다. 첫째로, 두 개의 긴 해안선을 가지며, 둘째로, 이웃나라와 동맹관계에 있으며, 셋째로, 핵전력 및 우수한 공군력이 고도한 안전을 제공하고 있기 때문에, 전세계 어느 나라보다도 남다른 지위에 있다.
이러한 지정학적 상황만이 패권국의 요건은 아니다. 패권국은 지도하는 의사, 즉 패권적 체제를 창설하는 의사를 가지지 않으면 안된다. 미국이 리더십 발휘를 하려고 했던 제1차 대전 뒤, 국내의 정치압력에 따라 고립주의적인 대외정책을 낳았다.
패권국은 또한 지도하는 능력, 즉 시스템의 규율을 집행하는 능력을 가지지 않으면 안된다. 제1차 대전 뒤의 대영제국은 지도하는 의사를 가지고 있었으나, 지도하기 위해서 필요한 능력이 부족했었다. 국제 시스템에 안정성을 가져오는 능력이 없으면, 대영제국이 세계공황과 제2차 대전의 발발을 막기 위해 할 수 있었던 것은 거의 없었다.
마지막으로 패권국은, 다른 대국이나 중요한 국가행위자에게 있어서, 상호에게 호혜적이라고 여겨질 필요가 있는 시스템에 관여하지 않으면 안된다.
패권국으로서의 국가의 능력을 생각할 때, 보통 세 개의 속성이 필요해진다.
첫째로, 패권국은 거대하게 성장하는 경제를 가지는 것이 절대적으로 필요하게 된다. 이것은 중화인민공화국이 패권국으로서 미국을 계승하면, 많은 연구자와 정책위원자들이 생각할 이유의 하나이다. 하지만, 경제 성장은 지속가능한 성장 없이는 안되고, 또한 중국은 그 성장을 유지할 수 있을지 없을지에 대해서 아직은 우려가 있다.
둘째로, 지배적인 경제만으로는 충분하지 않다. 통상, 적어도 주도적 경제 혹은 기술부문의 한 분야에서 압도적인 우위가 필요하게 된다.
마지막으로, 패권국은 정치적 강함, 즉 패권국의 체제를 지탱하는 새로운 국제법이나 국제조직을 창설하는 능력 및 강력한 군사력을 가지지 않으면 안된다. 정치적 강함을 탕한 국제법을 촉진하는 능력은 멀리 전개가능한 군사력에 따라 뒷받침된다. 우수한 해군 혹인 공군이 필요하게 된다.

## 패권안정론의 학파
패권은 국제관계의 중요한 측면이다. 여러 가지 학파와 이론이 패권적 행사자 및 그 영향력을 이해하려고 하며 등장해오고 있다.

### 시스템학파
토마스 매코믹에 따르면, 시스템학파의 연구자나 전문가들은 패권을 「생산, 무역, 금융에서의 교시적인 경제적 효율성의 우위를 단일 국가가 보유하고 있는 것」이라고 정의한다. 거기에 패권국의 우위한 자위는 지리, 기술혁신, 이데올로기, 풍부한 자원, 그 외의 요인의 이론적인 귀결이라고 여겨진다.

#### 장기파동이론
1987년의 저서 『세계 정치에서의 장기 파동』에서 이 생각을 제시한 조지 모델스키는, 장기파동이론의 주요한 설계자이다. 정기파동이론은 전쟁의 파동, 경제의 우위, 세계적 지도국의 정치적 측면 사이에 있는 관련성을 묘사한다.
장기파동 혹은 장기사이클은, 세계전쟁이 일어나, 영국이나 미국과 같은 국가가 질서 있던 형태로 패권을 계승해가는 방법의 신중한 탐구를 허가하는 것에 따라, 세계정치에 관한 흥미 깊은 관점을 제공한다. 세계정치의 장기파동이란, 과거의 세계정치 패턴이며, 사이먼 쿠즈네츠의 장기파동 개념과 혼동해서는 안된다.

### 기타 패권안정에 관한 시각

#### 신현실주의의 패권 해석
신현실주의는 패권국이 그 이익에 걸맞는 조건에서 시스템을 지탱한다고 논한다. 시스템은 강제력에 따라 만들어지고 유지된다. 패권국은 그 이익에서 벗어나게 되었을 때에는 제도를 침식하기 시작할 터이다. 패권국의 쇠퇴와 함께 시스템은 불안정에 빠져간다.

#### 신자유주의의 패권 해석
신자유주의는 패권국이 제도를 통해 공공재를 제공하고, 모든 국가의 최대 이익을 위해서 행동한다고 논한다.  패권국은 「계몽된 자기이익」에 따라 동기부여된다. 즉 패권국은 모든 행사자들에게 있어 좋은 것이기 때문에 비용을 맡는다. 그것에 따라 모든 행사자의 이익이기도 한 시스템에서의 안정성을 만들어낸다. 패권국의 쇠퇴와 함께 제도는 자동적으로 사멸하지 않는다. 그 대신, 제도는 독자의 습성을 가진다.

## 미국은 아직도 패권국인가?
패권은 어느 당파의 선호가 다른 당파의 선호를 이기는 결과에 영향을 미치는 능력과 수잔 스트레인지가 정의내린 힘을 요구한다. 미국이 아직도 패권국인가 아닌가라는 의문은, 미국이 힘을 잃었는가 아닌가라는 의문에 엮여진다. 코헤인은 자원 및 생산에 엮어서 힘을 생각하고, 미국의 GDP가 타국과 비교했을 때 낮기에, 그것은 힘의 상실을 의미한다.
자원은 힘의 중요한 결정요인이지만, 늘 그런 것은 아니다. 이를테면, 서유럽을 정복한 독일군은 실제로 상대국보다도 적었다. 수잔 스트레인지는 미국이 아직도 패권국이라고 논하고 있기 때문에 이 이론을 쓰고 있다.
미국이 가지고 있는 힘의 형태 중 하나는 구조적 힘이다. 엑슨 발데스 기름 유출 사건 뒤, 미국은 모든 석유 탱커가 보험에 가입할 것을 요구하는 국내법안을 통과시켰다. 대부분의 석유운반회사가 해외에 있다고 해도, 미국이 세계에서 가장 커다란 석유시장이기 때문에, 이 법률을 준수했다. 이 비강제적 혹은 매력적인 힘의 형태는, 코헤인과 나이의 소프트 파워 개념에 있어서 중요하다.
구조적 힘에 더해서, 미국은. 많은 자원을 가지고 있다. 미국은 페소 위기 때에 단독으로 멕시코를 돕고, 러시아에 단독으로 경제원조를 제공했다. 미국은 또한 수많은 나라가 자유시장을 채용하도록 「설득」해왔다. 즉 IMF 따위의 기관을 통해 워싱턴이 필요하다고 믿는 경제 프로그램을 라틴 아메리카 국가들이 채용하도록 밀어줬다.

## 같이 보기
- 현실주의